# Trienal de Arquitetura de Lisboa
A Trienal de Arquitetura de Lisboa é uma organização sem fins lucrativos cuja missão é investigar, dinamizar e promover o pensamento e a prática da arquitectura.
Dinamiza várias atividades na cidade de Lisboa onde se incluí o Open House Lisboa, Ciclos de Conferências e a Trienal de Arquitectura de Lisboa que teve a sua primeira edição em 2007 e a mais recente em 2022.